# 1838
| [ Edytuj tabelę ]                                   | |
| Król Polski (tytularny)                             | - 1831 Mikołaj I Romanow 1855 |
| Emir Afganistanu                                    | - 1818 Al-Rajuo Ballaha 1842 |
| Współksiążęta Andory                                | - 1827 Simó Rojas de Guardiola y Hortoneda 1851 - 1830 Ludwik Filip I 1848                                                                            |
| Prezydent Argentyny                                 | - 1835 gen. Juan Manuel de Rosas 1852 |
| Cesarz Austrii                                      | - 1835 Ferdynand I Habsburg 1848 |
| Król Bawarii                                        | - 1825 Ludwik I 1848 |
| Król Belgów                                         | - 1831 Leopold I 1865 |
| Premier Belgii                                      | - 1834 Barthélemy Théodor de Theux de Meylandt 1840                                                                                                   |
| Prezydent Boliwii                                   | - 1829 Andrés de Santa Cruz 1839 |
| Cesarz Brazylii                                     | - 1831 Pedro II 1889 |
| Sułtan Brunei                                       | - 1829 Omar Ali Saifuddin II 1852 |
| Prezydent Chile                                     | - 1831 José Joaquín Prieto 1841 |
| Cesarz Chin                                         | - 1820 Daoguang 1850 |
| Król Czech                                          | - 1835 Ferdynand I Habsburg 1848 |
| Król Danii                                          | - 1808 Fryderyk VI 1839 |
| Dalajlama                                           | - 1838 Khedrub Gjaco 1856 |
| Władca Egiptu                                       | - 1805 Muhammad Ali 1848 |
| Prezydent Ekwadoru                                  | - 1834 Vicente Rocafuerte 1839 |
| Premier Francji                                     | - 1836 Louis Mathieu Molé 1839 |
| Król Francji                                        | - 1830 Ludwik Filip I 1848 |
| Król Grecji                                         | - 1831 Otton I 1862 |
| Prezydent Haiti                                     | - 1818 Jean-Pierre Boyer 1843 |
| Król Hawajów                                        | - 1824 Kamehameha III 1854 |
| Król Hiszpanii                                      | - 1833 Izabela II 1868 |
| Król Holandii                                       | - 1815 Wilhelm I 1840 |
| Szach Iranu                                         | - 1834 Mohammad Szah 1848 |
| Państwo Wielkich Mogołów                            | - 1837 Bahadur Szah II 1858 |
| Król Irlandii                                       | - 1837 Wiktoria Hanowerska 1901 |
| Cesarz Japonii                                      | - 1817 Ninkō 1846 |
| Kalif                                               | - 1808 Mahmud II 1839 |
| Prezydent Kolumbii                                  | - 1837 José Ignacio de Márquez 1841 |
| Patriarcha Konstantynopola                          | - 1835 Grzegorz VI 1840 |
| Władca Korei                                        | - 1834 Hŏnjong 1849 |
| Emir Kuwejtu                                        | - 1814 Dżabir I 1859 |
| Książę Liechtensteinu                               | - 1836 Alojzy II 1858 |
| Wielki książę Luksemburga                           | - 1815 Wilhelm I 1840 |
| Sułtan Maroka                                       | - 1822 Abd ar-Rahman 1859 |
| Prezydent Meksyku                                   | - 1837 Anastasio Bustamante 1839 |
| Książę Monako                                       | - 1819 Honoriusz V 1841 |
| Król Nepalu                                         | - 1816 Rajendra 1847 |
| Premier Nepalu                                      | - 1837 Ranga Nath Poudyal 1838 - 1838 Chautariya Puskhar Shah 1839                                                                                    |
| Król Norwegii                                       | - 1818 Karol III Jan 1844 |
| Sułtan Omanu                                        | - 1807 Sa’id ibn Sultan 1856 |
| Papież                                              | - 1831 Grzegorz XVI 1846 |
| Konsul Paragwaju                                    | - 1814 José Gaspar Rodríguez de Francia 1840 |
| Książę Parmy i Piacenzy                             | - 1814 Maria Ludwika 1847 |
| Prezydent Peru                                      | - 1838 Agustín Gamarra 1841 |
| Król Portugalii                                     | - 1834 Maria II 1853 - 1837 Ferdynand II Koburg (król iure uxoris) 1853                                                                               |
| Król Prus                                           | - 1797 Fryderyk Wilhelm III 1840 |
| Car Rosji                                           | - 1825 Mikołaj I 1855 |
| Król Saksonii                                       | - 1836 Fryderyk August II Wettyn 1854 |
| Kapitanowie Regenci San Marino                      | - 1837 Giuseppe Mercuri Marc' Antonio Tassini 1838 - 1838 Girolamo Gozi Francesco Guidi Giangi 1838 - 1838 Mariano Begni Domenico Maria Belzoppi 1839 |
| Książę Serbii                                       | - 1815 Miłosz I Obrenowić 1839 |
| Król Sardynii                                       | - 1831 Karol Albert 1849 |
| Król Szwecji                                        | - 1818 Karol XIV Jan 1844 |
| Król Tajlandii                                      | - 1824 Rama III 1851 |
| Sułtan Turków                                       | - 1808 Mahmud II 1839 |
| Prezydent Urugwaju                                  | - 1835 Manuel Oribe 1838 - 1838 Gabriel Antonio Pereira (p.o.) 1839                                                                                   |
| Prezydent USA                                       | - 1837 Martin Van Buren 1841 |
| Prezydent Wenezueli                                 | - 1837 Carlos Soublette 1839 |
| Król Węgier                                         | - 1835 Ferdynand VI 1848 |
| Monarcha Wielkiej Brytanii                          | - 1837 Wiktoria 1901 |
| Premier Wielkiej Brytanii                           | - 1835 William Lamb 1841 |
| Cesarz Wietnamu                                     | - 1820 Minh Mạng 1841 |
| Prezydent Zjednoczonych Prowincji Ameryki Środkowej | - 1830 Francisco Morazán 1839 |

Rok 1838 / MDCCCXXXVIII
stulecia: XVIII wiek ~
XIX wiek ~
XX wiek

dziesięciolecia:
1800–1809 •
1810–1819 •
1820–1829 •
1830–1839
• 1840–1849
• 1850–1859
• 1860–1869

lata: 1828 «
1833 «
1834 «
1835 «
1836 «
1837 «
1838
» 1839
» 1840
» 1841
» 1842
» 1843
» 1848

## Wydarzenia w Polsce
- 9 stycznia – w Gdańsku otwarto pierwsze publiczne przedszkole.

- Piotr Steinkeller uruchomił kurierskie połączenie dyliżansami pomiędzy Krakowem i Warszawą.

## Wydarzenia na świecie
- 6 stycznia – Samuel Morse po raz pierwszy zademonstrował w Morristown (stan New Jersey) działanie telegrafu.
- 26 stycznia – w Tennessee została wprowadzona prohibicja.
- 2 lutego – powstała niepodległa republika Los Altos w Ameryce Środkowej.
- 6 lutego – Pieter Retief, burski polityk i wojskowy, jeden z przywódców Wielkiego Treku oraz jego stuosobowa świta zostali zamordowani przez Zulusów w prowincji Natal.
- 9 kwietnia – Wielki Trek: miała miejsce bitwa pod uMgungundlovu.
- 22 kwietnia – brytyjski parowiec SS „Sirius” zdobył jako pierwszy Błękitną Wstęgę Atlantyku.
- 23 kwietnia – brytyjski parowiec SS „Great Western” zdobył jako drugi Błękitną Wstęgę Atlantyku.
- 30 kwietnia – Nikaragua wystąpiła ze Zjednoczonych Prowincji Ameryki Środkowej.
- 27 maja – Braulio Carrillo Colina został po raz drugi prezydentem prowincji Kostaryka.
- 15 czerwca – wojna domowa w Urugwaju: zwycięstwo rebeliantów w bitwie pod El Palmar.
- 28 czerwca – Wiktoria Hanowerska została koronowana na królową Zjednoczonego Królestwa Wielkiej Brytanii i Irlandii Północnej.
- 4 września – Henriette d'Angeville jako druga kobieta weszła na szczyt Mont Blanc.
- 10 września – w Paryżu odbyła się premiera opery Benvenuto Cellini Hectora Berlioza.
- 26 października – Honduras wystąpił z Konfederacji Środkowoamerykańskiej.
- 3 listopada – ukazało się pierwsze wydanie największego wydawanego w Indiach anglojęzycznego dziennika - „The Times of India”.
- 27 listopada – wojna francusko-meksykańska: francuska flota rozpoczęła bombardowanie portowego miasta Veracruz.
- 16 grudnia – bitwa nad Rzeką Krwi (Afryka Południowa) między armią króla Zulu, Dingane, a białymi Burami.

- Brytyjczycy rozpoczęli podbój Afganistanu.

## Urodzili się
- 6 stycznia – Max Bruch, niemiecki kompozytor i dyrygent (zm. 1920)
- 16 stycznia – Jan Lam, polski powieściopisarz, satyryk, redaktor „Dziennika Polskiego”, nauczyciel (zm. 1886)
- 23 stycznia – Marianna Cope, założycielka Zgromadzenia Sióstr Niepokalanego Poczęcia Misjonarek Nauczania, opiekunka trędowatych (zm. 1918)
- 2 lutego – Konstanty Kalinowski, rewolucjonista, uczestnik powstania styczniowego, bohater narodowy Polski, Białorusi i Litwy (zm. 1864)
- 28 lutego – Justyn Ranfer de Bretenieres, francuski misjonarz, męczennik, święty katolicki (zm. 1866)
- 1 marca – Gabriel Possenti, włoski pasjonista, święty katolicki (zm. 1862)
- 3 marca – George William Hill, amerykański astronom i matematyk (zm. 1914)
- 9 marca – Ludwik Gumplowicz, teoretyk państwa i prawa, profesor uniwersytetu w Grazu, współtwórca socjologii
- 15 marca - Alice Fletcher, amerykańska etnograf (zm. 1923)
- 4 kwietnia - James Black Groome, amerykański polityk, senator ze stany Maryland (zm. 1893)
- 18 kwietnia - Władysław Dybowski, polski biolog (zm. 1910)
- 10 maja – John Wilkes Booth, zabójca prezydenta Abrahama Lincolna (zm. 1865)
- 2 czerwca - Aleksandra Oldenburg Romanowa, rosyjska wielka księżna (zm. 1900)
- 8 czerwca – Paolo Boselli, włoski polityk, premier Włoch (zm. 1932)
- 24 czerwca – Jan Matejko, polski malarz historyczny (zm. 1893)
- 8 lipca – Ferdinand Graf von Zeppelin, pionier niemieckiego lotnictwa (zm. 1917)
- 11 lipca – Wojciech Kętrzyński, historyk, etnograf i publicysta (zm. 1918)
- 26 lipca - Anna Pustowójtówna, polska działaczka emigracyjna, sanitariuszka (zm. 1881)
- 23 sierpnia – Róża Kolumba Białecka, polska zakonnica, założycielka zakonu dominikanek w Polsce, Służebnica Boża (zm. 1887)
- 2 września – Arnould Rèche, francuski lasalianin, błogosławiony katolicki (zm. 1890)
- 8 września – Karl Weyprecht, oficer marynarki wojennej Austro-Węgier, austriacki geofizyk, badacz polarny, odkrywca Ziemi Franciszka Józefa (zm. 1881
- 12 września – Arthur Auwers, niemiecki astronom (zm. 1915)
- 11 września – Adam Asnyk, poeta i dramatopisarz polski (zm. 1897)
- 3 października – Józef Rivoli, polski leśnik (zm. 1926)
- 18 października – Ksawery Liske, polski historyk (zm. 1891)
- 24 października – Annie Edson Taylor, amerykańska nauczycielka, kaskaderka
- 25 października – Georges Bizet, francuski kompozytor operowy (zm. 1875)
- 8 listopada – Feliks Nawrocki, polski fizjolog (zm. 1902)
- 19 listopada – Fryderyk Jansoone, francuski franciszkanin, błogosławiony katolicki (zm. 1916)
- 27 listopada – Jakub Berthieu, francuski jezuita, misjonarz, męczennik, święty katolicki (zm. 1896)
- 29 listopada – Giovanni Losi, włoski katolicki ksiądz i misjonarz (zm. 1882)
- 13 grudnia – Alexis de Castillon, francuski kompozytor

- data dzienna nieznana: 
  - Paweł Chen Changpin, chiński męczennik, święty katolicki (zm. 1861)
  - Paweł Wu Anju, chiński męczennik, święty katolicki (zm. 1900)
  - Franciszek Zhang Rong, chiński męczennik, święty katolicki (zm. 1900)
  - Mikołaj Cegłowski, powstaniec styczniowy.

## Święta ruchome
- Tłusty czwartek: 22 lutego
- Ostatki: 27 lutego
- Popielec: 28 lutego
- Niedziela Palmowa: 8 kwietnia
- Wielki Czwartek: 12 kwietnia
- Wielki Piątek: 13 kwietnia
- Wielka Sobota: 14 kwietnia
- Wielkanoc: 15 kwietnia
- Poniedziałek Wielkanocny: 16 kwietnia
- Wniebowstąpienie Pańskie: 24 maja
- Zesłanie Ducha Świętego: 3 czerwca
- Boże Ciało: 14 czerwca